# Union Station (Toronto)
Union Station – stacja kolejowa w kanadyjskim mieście Toronto, w Financial District, znajdująca się na ulicy Front Street West. Została oddana do użytku w 1927 roku.

## Budowla
Union Station w Toronto, to monumentalny pięciopiętrowy budynek w stylu Beaux Arts zlokalizowany w samym sercu miasta. Stacja na zewnątrz ozdobiona jest neoklasycystyczną kolumnadą, a wewnątrz budynku znajduje się wielki hol ze zdobionym stropem i fryzem z nazwami miast, z którymi istniały połączenia kolejowe.
Dworzec kolejowy służy jako swoistego rodzaju brama do centrum miasta, a także jest głównym punktem przesiadek dla pasażerów kolei krajowych i podmiejskich, obsuługujący również międzymiastowe podróże metrem. Stoi na skrzyżowaniu ulic Yonge i Front West, naprzeciwko pięciogwiazkowego hotelu Royal York.
Projekt i detale wnętrza budynku wykonane zostały w stylu beaux-arts, który wywarł ogromny wpływ na architekturę Ameryki Północnej na początku XX wieku. Długa fasada budynku jest podzielona na siedem części, a część centralną wyróżnia długa kolumnada dorycka otoczona dwoma małymi portykami. Elewacja kończy się na dwóch lekko wystających odcinkach z wbudowanymi pilastrami. Parter obejmuje rozległy hol, w którym znajdują się kasy biletowe i różne usługi. 
Budowla wyróżnia się klasycznie uporządkowaną proporcją elewacji (zarówno pionową, jak i poziomą), wyeksponowaniem centralnego pawilonu wejściowego, podkreślonego dodatkową kondygnacją na dachu, która jest zwieńczona niską, piramidalną formą, a także różnorodnością tekstury i doskonałym wykonaniem zewnętrznego wapienia. Obiekt został wydłużony za pomocą bocznych skrzydeł z wyważonymi oknami i mniej wydatnym gzymsem zakończonym niskimi, narożnymi pawilonami.
Podziemne korytarze Union Station skrywają przejścia z pasażami handlowymi. Zarówno jak inne budynki Financial District, dworzec połączony jest systemem pasaży handlowo-komunikacyjnych PATH.
Obok stoi dworzec autobusowy systemu komunikacji regionalnej GO Transit, który tworzą zarówno linie kolejowe, jak i autobusowe.

## Historia
Stacja kolejowa została zaprojektowana przez jedno z największych przed II wojną światową, kanadyjskich biur architektów Ross i Macdonald oraz architektów Hugh G. Jonesa i Johna M. Lyle'a dla kolei Grand Trunk Railway of Canada i Kanadyjskiej Kolei Pacyficznej. 
Projektowanie rozpoczęto w 1913 roku, a samą budowę komlpeksu rok później. Budynek został zasadniczo ukończony w 1920 roku, jednakże prace przy najważniejszych wiaduktach, oznakowaniu, peronach i torach kolejowych rozpoczęto w 1924 roku. Faktyczne oddanie do użytku nastąpiło w 1927 roku.

### Dziedzictwo kulturowe
W 1975 roku, Union Station zostało uznane za narodowe miejsce historyczne Kanady.
Union Station została uznana za zabytkową stację kolejową, ponieważ jest największą i najbogatszą stacją w Kanadzie. Dworzec został zbudowany podczas ostatniej wielkiej fazy budowy stacji kolejowej. Wartość dziedzictwa kulturowego wynika zarówno z obecności architektury jako najwybitniejszego w kraju przykładu architektury kolejowej Beaux-Arts, jak i z historycznej roli jednego z najważniejszych węzłów komunikacyjnych Kanady.
Stacja nawiązuje do epoki energicznego, planowanego rozwoju miast z początku XX wieku, podczas którego rozwijała się kolej, a miasto Toronto stawało się nowoczesną metropolią. Jako największa z wielkich stacji kolei miejskiej zbudowanej w Kanadzie na początku XX wieku, stacja zachowała wiele oryginalnych cech funkcjonalnych terminala kolejowego.

### Rewitalizacja[14]
Projekt rewitalizacji Union Station, był wieloletnią rewitalizacją dworca zapoczątkowaną w 2010 roku i został ukończony w lipcu 2021 roku. Union Station jako jeden z najbardziej charakterystycznych budynków Toronto i jeden z najbardziej ruchliwych węzłów komunikacyjnych w Ameryce Północnej, został odrestaurowany i zrewitalizowany, aby lepiej służyć ponad trzystu tysiącom gości, którzy codziennie przemieszczają się przez stację.
Dzięki projektowi, stacja zyskała status charakterystycznego miejsca docelowego dla podróżnych o najwyższej jakości estetycznej i funkcjonalnej, w którym oferowany jest szeroki wachlarz usług.
Kluczowymi zmianami wynikającymi z projektu rewitalizacyjnego są:
- Powierzchnia całkowita wzrosła o około 14% – około 76 400 metrów kwadratowych przed rewitalizacją w porównaniu z około 87 000 metrów kwadratowych po rewitalizacji (w tym ponad trzykrotnie większa pojemność hal GO dzięki ukończeniu hali York i zrewitalizowanej hali Bay);

- Dodano około 14 900 metrów kwadratowych nowej powierzchni handlowej, która obejmuje nowy poziom sprzedaży detalicznej pod halami;

- Zrewitalizowano halę VIA i poczekalnię Panorama[15];

- Zainstalowano szklane pokrywy od strony Front Street, York Street i Bay Street;

- Rozszerzono dostęp PATH;

- Oddano do użytku dwa nowe stanowiska do parkowania rowerów;

- Wymieniono 447 słupów betonowych, z czego 185 bezpośrednio podpierających tory kolejowe;

- Wykop pomógł w stworzeniu dodatkowego poziomu pod stacją, aby wesprzeć rosnący wzrost liczby pasażerów;

- W holu głównym dworca zakończono znaczącą renowację, mającą na uwadzę zachowanie oryginalnego wyglądu stacji. Renowacja objęła prace murarskie mające na celu oczyszczenie i rewitalizację oryginalnego kamienia Zumbro i wapiennej elewacji[16].